# All Shall Be Well
All Shall Be Well (從今以後) è un film del 2024 scritto e diretto da Ray Yeung.

## Trama
Angie e Pat sono una coppia lesbica sulla sessantina e vivono nell'appartamento di Pat a Hong Kong. Amate e rispettate da amici e vicini, le due conducono una vita normale e tranquilla come coppia. Quando Pat muore improvvisamente, Angie viene confortata dagli amici ma, data la mancanza di riconoscimento legale per le coppie omosessuali a Hong Kong, non ha alcun diritto all'eredità e all'appartamento della compagna di oltre trent'anni. Si ritrova così alla mercé della famiglia di Pat.

## Distribuzione
Il film è stato presentato fuori concorso alla 74ª edizione del Festival internazionale del cinema di Berlino il 16 febbraio 2024.

## Riconoscimenti
- 2024 – Festival internazionale del cinema di Berlino[2]
  - Teddy Award